# Чекрушево
Чекрушево — село в Тарском районе Омской области России. Административный центр Чекрушанского сельского поселения.

## История
Основано в 1600 году, считается первой русской крестьянской деревней Прииртышья. В 1928 году состояло из 63 хозяйств, основное население — русские. Центр Чекрушевского сельсовета Знаменского района Тарского округа Сибирского края. В 1980 году решением Исполкома Омского областного Совета народных депутатов село Чекрушево было поставлено на охрану как памятник местного значения, впоследствии при реформе системы категоризации объектов культурного наследия включено в единый реестр России как памятник регионального значения.

## Население
| 1926 | 2002 | 2010 |
| ---- | ---- | ---- |
| 300  | ↗781 | ↗795 |